# Reda Doumaz
 (juin 2012).
Si vous disposez d'ouvrages ou d'articles de référence ou si vous connaissez des sites web de qualité traitant du thème abordé ici, merci de compléter l'article en donnant les références utiles à sa vérifiabilité et en les liant à la section « Notes et références ».
Reda Doumaz est un artiste du chant des musiques du monde dans le registre Maghreb Arabe, né le 22 juin 1956 à Alger. Il est aussi auteur, compositeur, interprète dans les genres Mouwachah et Melhoun (poesie maghrebines d'expressions populaires). 

## Biographie
Il utilise le chant comme forme d'expression avec une modernité en empruntant des influences musicales extérieures. Ses thèmes musicaux évoquent l'amour impossible, la jeunesse, les quartiers populaires d'Alger, et son pays. Pour les connaisseurs Doumaz est considéré comme un chanteur de variétés bien qu'il ait débuté dans le chaâbi. il recontextualise sa musique en introduisant de nouvelles sonorités gnawi, hindou....[Interprétation personnelle ?]
Son point fort est sa culture que son père lui insuffla grâce à l'éducation reçue et les moyens mis à disposition mais le plus important est l'esprit rebelle qui a forgé cette recherche du beau.[Interprétation personnelle ?]